# Fleischmann (fermento)

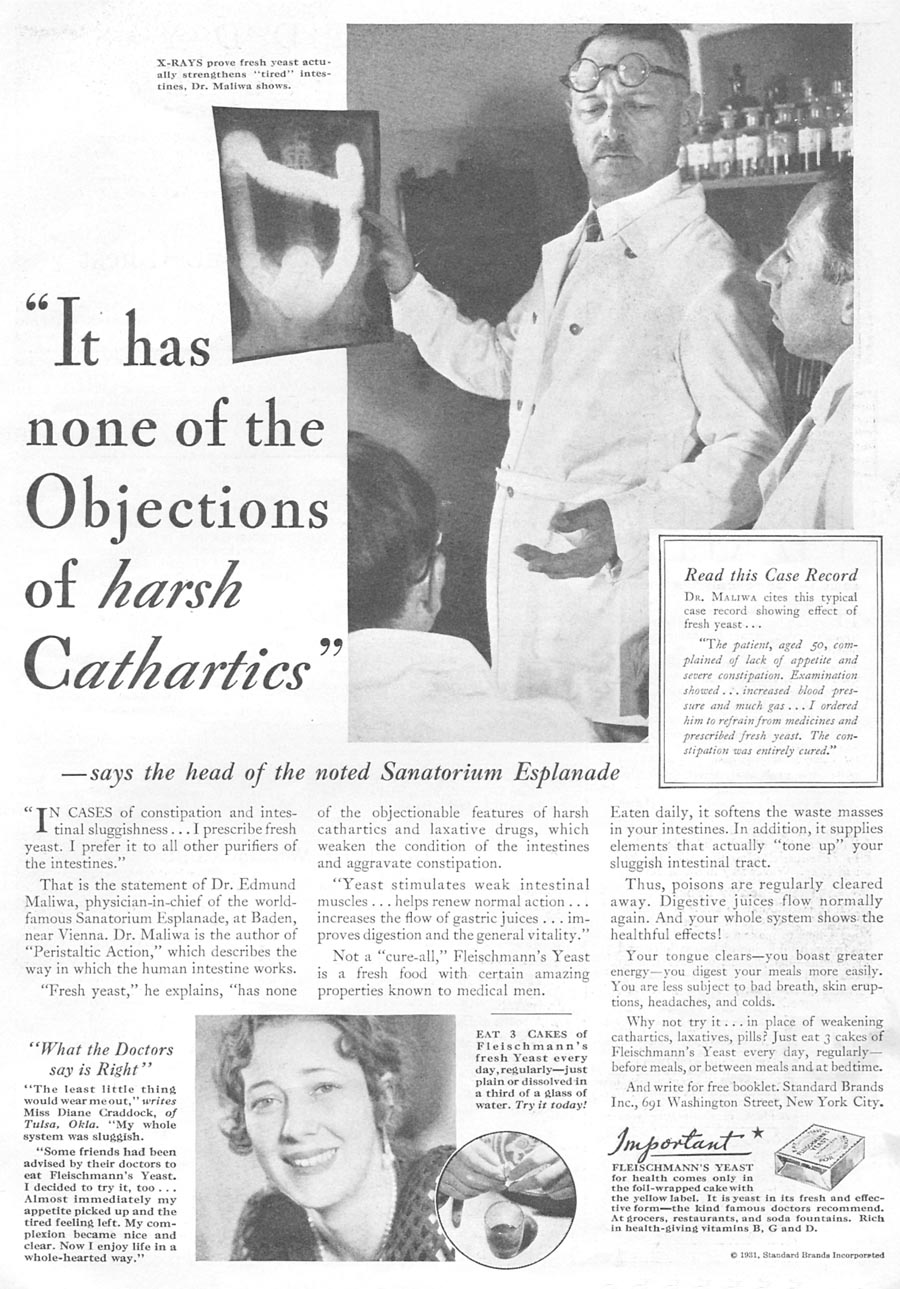
Um anúncio de 1932.

Fermento Fleischmann é uma marca de levedura vendida para o consumidor e mercados industriais nos Estados Unidos e Canadá. Encontra-se disponível numa série de formas diferentes, cada um com a sua própria propriedade específica. O fermento biológico seco Fleischmann é mais conhecido de seus produtos de levedura, devido à sua vida útil prolongada em comparação com fermento fresco. É propriedade da Associated British Foods.
A empresa foi fundada por Charles Louis Fleischmann, seu irmão Maximiliano, e Gaff James em Riverside, Ohio, em 1868.
Em 1929, a empresa foi incorporada pela Standard Brands por J.P. Morgan, e nesse mesmo ano a empresa iniciou o patrocínio de programas de variedades musicais de rádio, The Fleischmann's Yeast Hour, estrelado por Rudy Vallée.
A Standard Brands fundiu-se com a Nabisco Brands, Inc. em 1981. Em 1986, a RJR Nabisco vendeu a Fleischmann para a empresa australiana Burns Philp. A Burns Philp vendeu seu negócio de fermento para a Associated British Foods em 2004.

## Atuação no Brasil
A história da Fleischmann no Brasil começa em 1931 quando Getúlio Vargas assina um decreto de lei autorizando o funcionamento da empresa no país. No ano seguinte, é inaugurada a primeira fábrica da Fleischmann no país em Petrópolis, dando também, inicio às vendas do fermento biológico fresco. A partir de 1991, a empresa diversifica a sua produção, passando não só a produzir fermentos, como também margarinas, misturas para pães e bolos, e produtos para confeitaria em geral.
A AB Brasil é uma empresa do grupo ABF - Associated British Foods. Com faturamento anual de U$ 22 bilhões, a ABF vem a ser o quarto maior grupo produtor de alimentos da Europa. O grupo ABF, controlado e dirigido pela família Weston desde 1882, emprega 118 mil funcionários em um total de 47 países.
Tendo adquirido a AB Brasil em 2004, o grupo ABF produz hoje no país mais de 120 mil toneladas de ingredientes alimentícios por ano. No Brasil somos 900 funcionários e nossas fábricas e escritórios estão nas cidades de São Paulo, Jundiaí, Sorocaba e Pederneiras.

## AB Brasil reforça vínculos globais com a adoção do nome AB Mauri[4]
AB Brasil anuncia mudança de nome para AB Mauri e marca uma virada estratégica em sua identidade corporativa. Essa mudança, que foi oficializada a partir do mês de março, visa alinhar a empresa com as outras unidades no mundo e às estratégias globais do grupo AB Mauri. Sob o guarda-chuva da Associated British Foods, uma das cinco maiores empresas de alimentos da Europa, a AB Mauri é reconhecida mundialmente como líder em soluções para panificação e confeitaria ao consolidar seu compromisso com a inovação, excelência e qualidade. 
A transição para o nome AB Mauri reforçará para os consumidores locais a conexão com uma marca de prestígio que define os padrões internacionais na indústria alimentícia. Danilo Nogueira, Diretor Geral da AB Mauri no Brasil, destaca que a mudança proporcionará clareza na comunicação. 
“A AB Mauri Brasil é uma subsidiária do grupo AB Mauri. Com a mudança de nome ficará mais fácil e claro explicar nossa história para o mercado e mostrar quem de fato somos, uma multinacional com força global em tecnologia, branding e network. Mantendo o legado e a força do relacionamento local construído com parceiros e clientes ao longo de décadas", afirma. É fundamental esclarecer que essa mudança não terá impacto nas operações diárias de clientes, parceiros(as) e distribuidores(as) da empresa, sendo a única modificação a razão social, que agora reflete de maneira mais direta a associação com a AB Mauri. 
Para o Diretor de Marca e Inovação da AB Mauri Brasil, Alexandre Salvador, ao adotar a marca global AB Mauri, “a reputação da empresa é fortalecida e se alinha à perspectiva de inovação ao conectar o entendimento das necessidades locais com o conhecimento global da AB Mauri”. 
É garantido que produtos das marcas Fleischmann, Fleischmann Gran Finale, Mauri e Sohovos, continuarão os mesmos, assim como compromisso com a qualidade e o trabalho em parceria que sempre caracterizou a AB Brasil

## Presidentes
- Charles Louis Fleischmann, 1868 até 1897[1]
- Julius Fleischmann, 1897 até 1925[1]
- Maximilian C. Fleischmann, 1925 até 1929[1]

## Ver Também
- Fermento Royal
- Dr. Oetker

## Ligações Externas
- Site oficial da Fleischmann no Brasil
- Site oficial (consumidores) (em inglês)
- Site oficial (industrial) (em inglês)